# Mark Lyall Grant
Mark Lyall Grant (ur. 29 maja 1956) – brytyjski dyplomata. Od listopada 2009 Stały Przedstawiciel Wielkiej Brytanii w ONZ. W listopadzie 2010 był przewodniczącym Rady Bezpieczeństwa ONZ.

## Wykształcenie i życie prywatne
Uczęszczał do Eton College i Trinity College na Uniwersytecie Cambridge. Jest żonaty, ma syna i córkę.